# Heinz Zeise
Heinz Zeise (* 12. März 1926 in Berlin; † 27. Juli 1976 in Königs Wusterhausen bei Berlin) war ein deutscher Szenenbildner und Maler.

## Leben
Zeise begann nach einer Lehre als Farblithograf im Jahr 1943 ein Studium an der Hochschule für bildende Künste in Berlin-Charlottenburg.
1944 wurde er zum Wehrdienst eingezogen und geriet zunächst in englische, später in französische Kriegsgefangenschaft. 1947 kehrte er nach Berlin zurück, setzte sein Studium bei Karl Hofer und Heinrich Ehmsen fort und wurde dessen Meisterschüler.
Anfang der 1950er Jahre arbeitete er als Bühnen- und Szenenbildner für die DEFA (u. a. Die Geschichte vom kleinen Muck) und ab 1954 bis zu seinem Tod für den Deutschen Fernsehfunk.
Er lebte mit seiner Frau Ursula Zeise und seinem Sohn in Berlin-Johannisthal.

## Filmografie (Auswahl)
- 1951: Die letzte Heuer, Regie Ernst Wilhelm Fiedler
- 1953: Die Geschichte vom kleinen Muck, Regie Wolfgang Staudte
- 1955: Carola Lamberti – Eine vom Zirkus, Regie Hans Müller
- 1955: Der verschenkte Leutnant[2]
- 1955: Der Tod von La Morgaine, Regie: Wolfgang Luderer[3]
- 1959–1967: Blaulicht (Fernsehserie, 4 Folgen)
- 1960: Nackt unter Wölfen, Regie Georg Leopold[4]
- 1960: Der Fall Haarmann, Regie Wolfgang Luderer
- 1964: Schlafwagen Paris-München, Regie: Hans-Joachim Hildebrandt
- 1972: Das Märchen vom alten Arbat, Regie Edgar Kaufmann[5]
- 1974: Polizeiruf 110: Per Anhalter, Regie Hans Joachim Hildebrandt
- 1974: Polizeiruf 110: Das Inserat, Regie: Heinz Seibert